# Медведня (Червенский район)
Медведня (бел. Мядзведня) — деревня в Червенском районе Минской области. Входит в состав Колодежского сельсовета.

## География
Располагается в 9 километрах к северо-востоку от райцентра, в 61 км от Минска, в 2,8 км севернее автодороги Минск—Могилёв по прямой и в 2,8 км по автодороге.

## История
Согласно Переписи населения Российской империи 1897 года околица в составе Гребёнской волости Игуменского уезда Минской губернии, где было 16 дворов, проживали 110 человек. На 1900 год в деревне 14 дворов и 99 жителей. В 1922 году на бывших помещичьих землях был основан посёлок. 20 августа 1924 года деревня включена в состав вновь образованного Домовицкого сельсовета Червенского района Минского округа (с 20 февраля 1938 года — Минской области). Согласно Переписи населения СССР 1926 года насчитывался 22 двора, проживали 95 человек. Во время Великой Отечественной войны деревня была оккупирована немецко-фашистскими захватчиками в начале июля 1941 года, 13 её жителей не вернулись с фронта. Освобождена в начале июля 1944 года. 25 июля 1959 года в связи с упразднением Домовицкого сельсовета передана в Колодежский сельсовет. На 1960 год здесь насчитывалось 115 человек. В 1966[уточнить] году в состав Медведни была включена расположенная к северу от неё деревня Рунец. В 1980-е годы Медведня относилась к хозяйству экспериментальной базы «Натальевск». На 1997 год насчитывалось 15 домов, жили 25 человек. На 2013 год 12 круглогодично жилых дома, 14 постоянных жителей.

## Население
- 1897 — 16 дворов, 110 жителей
- 1900 — 14 дворов, 99 жителей
- 1926 — 22 двора, 95 жителей
- 1960 — 115 жителей
- 1997 — 15 дворов, 25 жителей
- 2013 — 12 дворов, 14 жителей